# Награди на Стивън Кинг
Това е непълен списък на наградите на Стивън Кинг (р. 21 септември 1947) – американски писател, известен най-вече със своите романи на ужаса, които го превръщат в един от най-продаваните писатели на 20 век. Той написва няколко книги под псевдонима Ричард Бакман, както и един разказ („Петата четвъртина“) под псевдонима Джон Суитън.

## Награди
- Награда Алекс 2009: „След залеза“
- Американска Библиотечна Асоциация, Най-добра книга за младежи:
  - 1978: „Сейлъмс Лот“
  - 1981: „Подпалвачката“
- Награда Балрог 1980: „Нощна смяна“
- Награда Черно перо 2009: „Дума Ки“
- Награда Брам Стокър:
  - 1987: „Мизъри“
  - 1990: „Четири след полунощ“
  - 1995: „Обяд в ресторант „Готам““
  - 1996: „Зеленият път“
  - 1998: „Торба с кости“
  - 2002: Награда за цялостен принос
  - 2006: „Романът на Лизи“
  - 2008: „Дума Ки“
  - 2008: „След залеза“
  - 2010: „Зъл мрак, угаснали звезди“
  - 2011: „Хърман Уоук е още жив“
  - 2013: „Доктор Сън“
- Британски фантастични награди:
  - 1981: За принос към жанра
  - 1982: „Куджо“
  - 1987: „То“
  - 1999: „Торба с кости“
  - 2005: „Тъмната кула VII: Тъмната кула“
- Немски фантастични награди:
  - 2000: „Сърца в Атлантида“
  - 2001: „Зеленият път“
  - 2003: „Черният дом“
  - 2004: Международен автор на годината
  - 2005: „Тъмната кула VII: Тъмната кула“
- Награда на хорър гилдията:
  - 1997: „Град Отчаяние“
  - 2001: „Riding the Bullet“
  - 2001: „За писането: Мемоари на занаята“
  - 2002: „Черният дом“
  - 2003: „Буйк 8“
  - 2003: „Всичко е съдбовно“
- Награда Хюго 1982: „Танц на ужаса“
- Награда на международната хорър гилдия 1999: „Бурята на века“
- Награда Локус:
  - 1982: „Танц на ужаса“
  - 1986: „Маймуната/За всекиго по нещо“
  - 1997: „Град Отчаяние“
  - 1999: „Торба с кости“
  - 2001: „За писането: Мемоари на занаята“
- Награда Писатели мистици на Америка за 2007
- Национална награда за книга 2003: Медал за принос към американската литература
- Награда на обществената библиотека на Ню Йорк за книги за тинеджъри 1982: „Подпалвачката“
- Награда О'Хенри 1996: „Човекът с черния костюм“
- Награда Перо 2005: „Верни“
- Награда Шърли Джексън 2009: „Морал“
- Награда Златен молив за 1986
- Университет на Мейн 1982: Алумни за кариера
- Световни фантастични награди:
  - 1980: Наградата на конвенцията
  - 1982: „Досегът“
  - 1995: „Човекът с черния костюм“
  - 2004: Награда за цялостен принос
- Награда на световната хорър конвенция 1992: Световен грандмайстор на хоръра